# Тібесті
Гори Тібесті — група згаслих вулканів, що формують гірський масив у центральній Сахарі на півночі Чаду. Північні схили розташовані на півдні Лівії. Гори — найбільше і найвище пасмо у Сахарі.
Клімат Тібесті суттєво вологіший, ніж у безводній навколишній пустелі. Річна кількість опадів у деяких з найвищих областей гір оцінюється в 120 мм .
Гори відомі наскельними розписами печер, здебільшого датованих 5-м тисячоліттям до н. е. 3-м тисячоліттям до н. е., і гейзерами гарячими джерелами навколо Соборому.
Найвища вершина — Емі-Куссі, лежить на півдні на висоті 3415 м та є найвищою точкою як в Чаді, так і в Сахарі. Бікку-Бітті, найвища вершина Лівії, розташована на півночі хребта. Центральна третина Тібесті має вулканічне походження і складається з п'яти вулканів, увінчаних великими кратерами: Емі-Куссі, Тарсо-Тун, Тарсо-Вун, Тарсо-Єга та Туссіде. Основні потоки лави сформували величезні плоскогір'я, що перекривають палеозойський пісковик. Вулканічна активність була результатом діяльності континентальної гарячої точки, яка виникла під час олігоцену та діяльність тривала до голоцену, створюючи фумароли, гарячі джерела, грязьові басейни та відкладення натрону та сірки. Ерозія сформувала вулканічні шпилі та вирізала розгалужену мережу каньйонів, через які протікають річки, що мають нерегулярні водотоки, які швидко втрачаються у пісках пустелі.
Тібесті, що означає «місце, де живуть горці», є домівкою народу тубу. Тубу живуть переважно вздовж ваді, у рідкісних оазах, де ростуть пальми та деякі зернові. Вони використовують воду, яка збирається в гельтах, запас якої сильно варіюється року до року та від десятиліття до десятиліття. Плато використовуються для випасу худоби взимку та збору зерна влітку. Температури високі, хоча нижче ніж в оточуючій пустелі. Тубу, вперше з'явилися на нагір'ї в 5 столітті до Р. Х., пристосувалися до цих умов і перетворили хребет на велику природну фортецю.

## Географія
Нагір'я має 380 км завдовжки та 350 км завширшки та площу 100 000 км². Має обрис великого трикутника зі сторонами 400 км і вершинами, що знаходяться на півдні, північному заході та північному сході плато у центрі Сахари, що робить його найбільшим гірським масивом пустелі.

### Топографія
Найвищою вершиною в горах Тібесті, а також найвищою точкою в Чаді та пустелі Сахара є вулкан Емі-Куссі (3415 м), розташований на південному кінці хребта. Інші видатні вершини — Пік Туссіде (3296 м) і Ехі-Тімі (3012 м) на його західному краю, Тарсо-Єга (2972 м), Тарсо-Т'єроко (2925 м), Ехі-Мусгу (2849 м), Тарсо-Вун (2845-м), Ехі-Сунні (2820 м) та Ехі-Йей (2774 м) біля центру нагір'я. Мускорбе (3376 м) — пік, який відзначається своєю висотою в північно-східній частині гірського масиву. Неподалік, з іншого боку кордону, знаходиться Бікку-Бітті (2267 м), найвища точка Лівії. Середня висота гір Тібесті становить близько 2000 м; 60 % його площі перевищує 1500 м над рівнем моря
Нагір'я має у своєму складі п'ять щитових вулканів, діаметр яких може досягати 80 км, з широкими базами та найкрутішими вершинами, увінчаними великими кратерами: Емі-Куссі; Тарсу-Тун (2 575 м); Тарсо-Вун; Тарсо-Єга; і Тарсо-Туссіде, який завершується однойменним піком Тарсо-Єга має найбільший кратер діаметром 20 км і глибиною приблизно 300 м, тоді як у Тарсо-Вун найглибший кратер глибиною приблизно 1000 м і діаметр 12 — 13 км. . Вони доповнені чотирма великими лавовими купольними комплексами, заввишки 1300—2000 м та шириною в кілька км, всі вони розташовані в центральній частині гірського масиву: Тарсо-Тєроко; Ехі-Йей; Ехі-Мусгу; Тарсо-Абекі, що здіймається на 2 691 м над рівнем моря. Зараз ці вулканічні комплекси вважаються неактивними, але за даними Смітсонівського інституту були активними під час голоцену. Тарсо-Туссіде — діючий вулкан, що викидав лаву протягом останніх двох тисячоліть. Гази, що виходять із фумаролів на Туссіде, видно, коли випаровування низьке. Кратер вулкана Тру-о-Натрон має діаметр 8 км та глибину 768 м. На північно-західній стороні Тарсо-Вун знаходиться геотермальне поле Собором, що містить грязьові басейни та фумароли, що видають на гора сірчану кислоту. Виходи сірки та заліза забарвили ґрунт у яскраві кольори. Фумароли також присутні в гарячих джерелах Її-Єрра на Емі-Куссі Тарсо-То був активним вулканом у ранньому голоцені. Вулканічний район гір Тібесті повністю розташований у Чаді; він займає близько третини загальної площі гір Тібесті
Інша частина гір Тібесті складається з вулканічних плато (тарсос на мові тедага), розташованих на висоті 1200—2800 м, а також лавових полів і відкладень викидів. Плато більші та численніші на сході: Тарсо-Емі-Чі (7700 км)², Тарсо-Аозі (6500 км²), Тарсо-Ахон (3000 км²) на північ від Емі-Куссі та Тарсо-Мохі (1200 км²) . У центрі знаходиться Тарсо-Урарі (700 км²). На заході, в околицях Тарсо-Туссіде, розташовані невеликі плато Тарсо-То (490 км²) та Тарсо-Тамертіу (98 км²). Плато усипані вулканічними шпилями і розділені каньйонами, утвореними ваді. Південні, південно-західні та східні схили гірського хребта мають пологий підйом, тоді як північний схил хребта — скеля, що виходить на величезну пустельну бруківку Лівійської пустелі, відому як Serir Tibesti

### Гідрологія

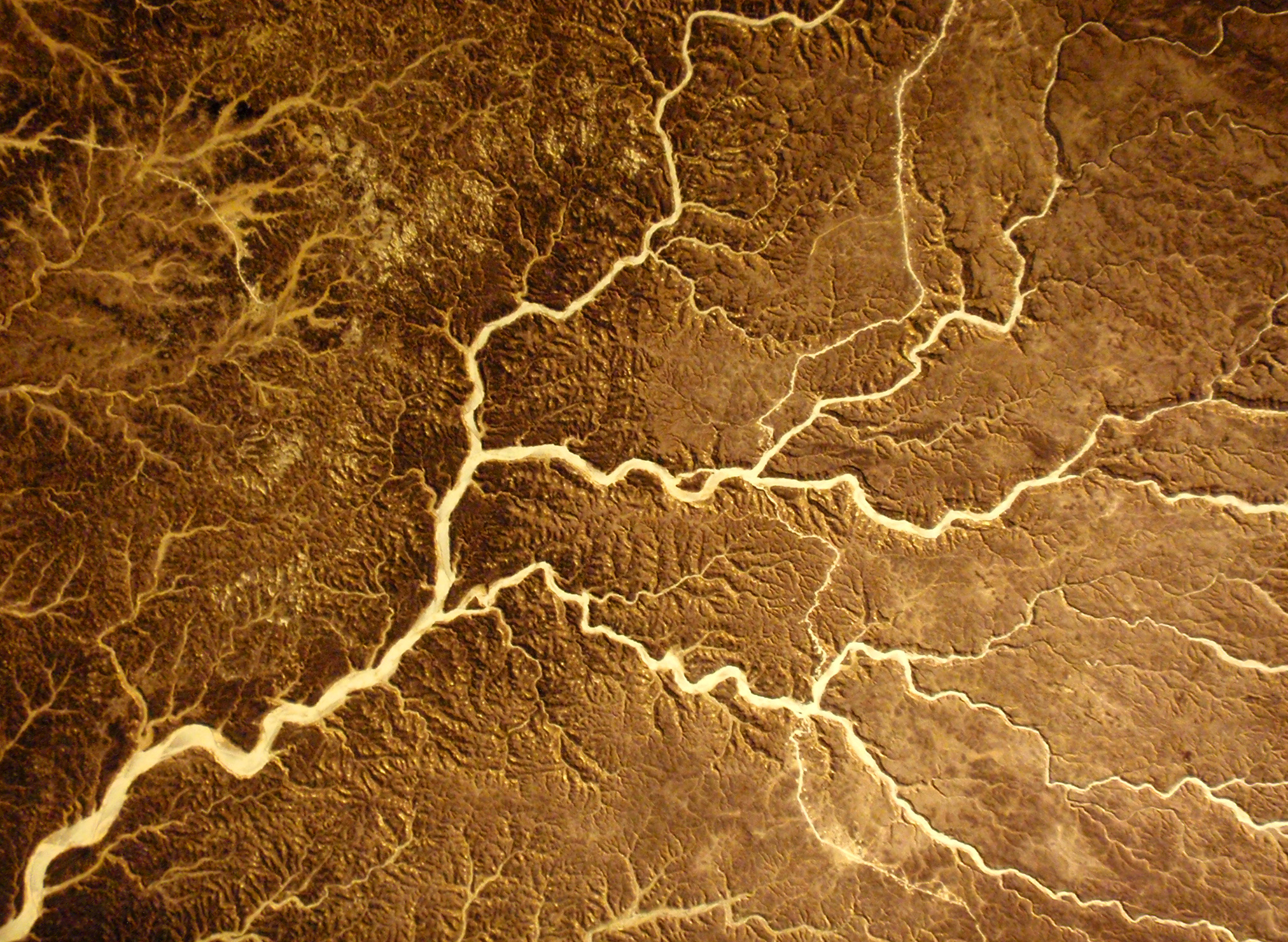
Супутниковий знімок Тібесті ваді

П'ять річок у північній половині гір Тібесті протікають до Лівії, тоді як південна половина належить внутрішнього сточища озера Чад. Але жодна з річок не тече на великі відстані, оскільки вода випаровується у пустелі або просочується в землю, де підземні річки можуть текти на великі відстані підземними водоносними шарами
Ваді в Тібесті називаються еннерисами. Вода походить від штормів, які періодично лютують над горами. Їх потужність вельми мінлива. Наприклад, у найбільшому ваді, Бардаге (або Еннері-Зумері у верхній частині течії), що розташоване на півночі нагір'я, зафіксовано в 1954 р. витрату 425 м³/с, проте протягом наступних дев'ять років ваді зазнало чотири роки повної посухи, чотири роки витрати менше 5 м³/с і один рік, коли було виміряно три різні швидкості потоку: 4, 9 і 32 м³/с. Ця мінливість частково пов'язана з нерегулярністю мусону, який може приносити опади з південного заходу до 20 градусів північної широти, але у деякі роки може не досягати цієї широти.

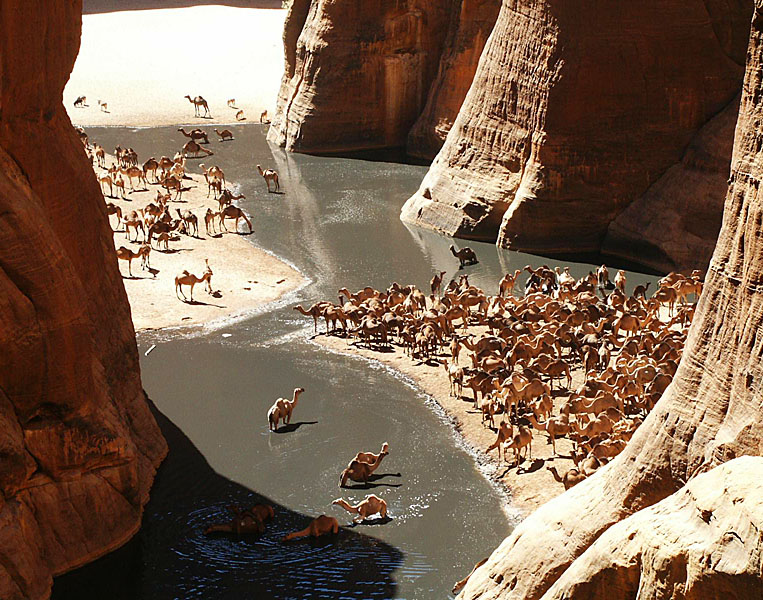
Гвельта на плато Еннеді, за 500 км на південний схід від Тібесті

Дві інші великі річки прорізають гори: Еннері-Єбіге тече на північ, доки русло її річки не зникає на плато Сарір-Тібесті, тоді як Еннері-Туауль зливається з Еннері-Ке що тече на південь, утворюючи Еннері-Міскі, яка потім зникає на рівнинах Борку. Їх басейни розділені вододілом заввишки 1800 м, що проходить від Тарсо-Тєроко на заході до Тарсо-Мохі на сході. Еннері-Тіїтінга — найдовше ваді нагір'я, що протікає приблизно 400 км на південь, утворюється на заході хребта і тече до западини Боделе, разом з Еннері-Міскі, Еннері Кором та Еннері-Ауей Enneri Douanré також тече на південь. Еннері-Торку та Еннері-Офундуї текуть на півночі плато; Еннері-Урі, Еннері-Бінем та Еннері-Модіунга — на сході; Еннері-Йо, Еннері-Мамар, Еннері-Тао, Еннері-Вуду і Еннері-Дуз — на заході. Кілька річок радіально протікають на південних схилах Емі-Куссі, перш ніж просочуватися в піски Борку, а потім знову виходять на денну поверхню за 400 км на південь від вершини, після ескарпу біля плато Еннеді
На дні багатьох каньйонів розташовані гельти, заболочені території, які накопичують воду переважно під час штормів. Вода поповнюється кілька разів на рік під час повені, а рівень солоності низький. Mare de Zoui — невелика постійна водойма, що знаходиться на висоті 600 м над рівнем моря, розташована у північній частині гір у ваді Еннері-Бардаге, за 10 км на схід від Бардаї. Забезпечується джерелами вище за течією ваді, під час сильних дощів вона розливається і виливається на невеликі заболочені території.
Гарячі джерела Ї-Єра розташовані на південному схилі Емі-Куссі, на висоті приблизно 850 м. Вода виходить із джерел при температурі 37° C. Десяток гарячих джерел також знаходяться на геотермальному полі Собором на північно-західній стороні Тарсу-Вун, де вода виходить при температурі від 22 — 88° C. 

### Геологія

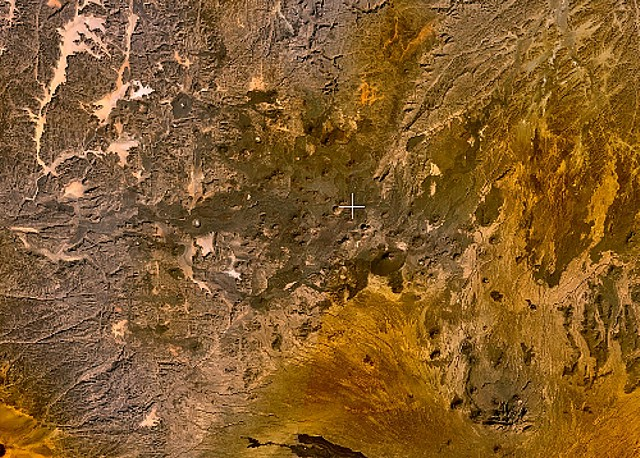
Супутникове зображення вулканічного поля на Тарсо-То, яке включає 150 конусів вулканічного шлаку, два маари та декілька лавовий канал

Гори Тібесті — велика територія тектонічне підняття, яке, згідно з сучасною теорією, виникло в результаті діяльності мантійного плюму в африканському кратоні, товщина якого становить близько 130—140 км. Це тектонічне підняття могло супроводжуватися відкриттям і подальшим закриттям рифтової зони через субдукцію. Центр Тібесті складається зі сланцю, базальту та діориту едіакарського періоду. Вони перекриті палеозойським пісковиком, тоді як вершини складаються з вулканічних порід
Активність континентальної гарячої точки розпочалася ще в олігоцені, хоча базальт цієї області датується переважно від міоцену до нижнього плейстоцену і, місцями, до голоцену. Через порівняно повільний рух Африканської плити — від 0 до 20 мм на рік, починаючи з олігоцену, немає зв'язку між віком вулканів та їх розмірами, географічним розподілом або розташуванням, на відміну від гарячих точок, таких як підводних хребтів Гавайсько-Імператорського та Кука-Острал. Це явище спостерігається також на марсіанських вулканах, зокрема Гора Елізій. Вулканічна активність створила формації трапових базальтів, що тягнуться на десятки кілометрів та мають до 300 м завтовшки.  Система регіональних розломів, хоча частково прикрито вулканічним продуктом, має дві чіткі орієнтації:  NNE-SSW, яке може бути продовженням Камерунської лінії,  та NNW-SSE, що може бути продовженням Великої рифтової долини; [4] але зв'язок між цими системами розломів остаточно не доведений.. У нещодавній геологічний час вулкани вивергали дацит, ріоліт та ігнімбрит, а також трахіт і трахіандезит. Ця тенденція до виробництва в'язких лав може бути ознакою зменшення діяльності мантійного плюму.

### Геоморфологія

Анімація, що показує фази вулканічної активності в горах Тібесті

Вулканічна діяльність у Тібесті проходила у декілька етапів. На першому етапі підняття та розширення докембрійського підмурівку відбулося в центральній частині. Першою структурою, що була сформована — Тарсо-Абекі, за ним — Тарсо-Тамертіу, Тарсо-Т'єроко, Тарсо-Єга, Тарсо-Тун та Ехі-Йей. Породи що були вивержені під час цієї ранньої вулканічної діяльності був повністю перекриті пізнішими виверженнями. У другій фазі вулканічна активність рухалася на північ і схід, утворюючи Тарсо-Урарі, а також Емі-Куссі на південному сході. Під час третьої фази, були утворені Тарсо-Єги, Тарсо-Тун, Тарсо-Т'єроко та Ехі-Йей; руйнація цих структур сформувала перші кальдери. Під час цієї фази також утворилися лавові куполи Бунай та Тарсо-Вун. На сході потоки лави утворювали великі плато Тарсо-Емі-Чі, Тарсо-Ахон і Тарсо-Тун. Емі-Куссі збільшився у висоту. Четверта фаза — формування Тарсо-Туссіде та потоків лави в Тарсо-Тхо на заході, обвал кальдери на вершині Тарсо-Вун та пов'язаних з ним викидів у центрі, а також зниження викидів лави на сході, за винятком Емі-Куссі, що продовжувала зростати. Кінець цієї фази збігся з початком голоцену. Вулкан Йірріґе викидав пірокластичний ігнімбрит до 50 км у всіх напрямках, заповнюючи долини. На п'ятій фазі вулканічна активність стала набагато локалізованішою, і виверження лави продовжувало слабшати. Кальдери було утворено на вершинах Тарсо-Туссіде та Емі-Куссі, з'явилися лавові куполи Ехі-Соссо та Ехі-Мусгу. Нарешті, на шостій фазі було утворено Пік Туссіде поряд з новими потоками лави, включаючи Тімі на північному схилі Тарсо-Туссіде. Ще не зазнавши ерозії, ці потоки лави мають темний, молодий вигляд
Кратери Тру-оу-Натрон та Дун-Кідімі були утворені недавно. Лавові потоки, незначні пірокластичні відкладення та поява невеликих шлакових конусів, а також утворення кратера Ера-Кохор є найновішими вулканічними формаціями на Емі-Куссі. На початок ХХІ сторіччя є повідомлення про вулканічну активність у різних частинах масиву, включаючи гарячі джерела на геотермальному полі Собором та фумароли на Тарсу-Вун, Ї-Єрра біля Емі-Куссі та Піку Туссіде . Родовища карбонату натрію в кратерах Тру-о-Натрон та Ера-Кохор відображають останні події, як і формування вулканічних центрів на дні Тру-о-Натрон
Вивчення річкових терас виявило великозернистий пісок та гравій, що чергуються з терасами мулу, глини та дрібного піску. Це чергування підкреслює неодноразові зміни домінуючих річкових чи вітрових моделей у долинах Тібесті протягом четвертинного періоду. Фази ерозії та сентиментації вказують на клімат, що чергується між сухими та вологими умовами, останній з яких сприяв густій рослинності в Тібесті, яка, ймовірно, була набагато різноманітнішою, ніж та, що існує сьогодні (за винятком трав). Крім того, відкриття кальцифікованих харофіт (особливо сімейства Characeae) та скам'янілостей черевоногих молюсків у Тру-о-Натрон вказує на наявність озера глибиною не менше 300 м протягом пізнього плейстоцену. Ці явища пов'язані з різними змінами клімату, особливо під час останнього льодовикового максимуму, який збільшив кількість опадів та зменшив випаровування через нижчі температури. З плато Тібесті надходила значна кількість води до палеоозера Чад до V тисячоліття до Р. Х..

### Клімат
Клімат Тібесті значно менш посушливий, ніж у навколишній пустелі Сахара, але кількість опадів сильно змінюється з року в рік. Дійсно, у Тібесті, інтервали може між штормами можуть сягати сім-вісім років. На півдні нагір'я ці зміни значною мірою зумовлені коливаннями зони міжтропічної конвергенції (ITCZ), яка стабільно рухається на північ до Північного Чаду з листопада до серпня, супроводжуючись вологим мусонним повітрям. Зазвичай ITCZ відбиває харматан, сухий пасатний вітер, що дме на південний захід від пустелі Сахара і приносить дощі на південь Тібесті. Проте іноді фронт повертає задки, ще не досягнувши Тібесті, що призводить до одного або декількох років посухи. На півночі Тібесті, де мусон мало впливає, шторми викликані сахаро-суданськими погодними системами. Наприклад, між 1957 і 1968 роками в Бардаї випадало в середньому 12 мм опадів щороку, хоча деякі роки були сухими, а інші — 60 мм опадів. Загалом, на нагір'ї випадає трохи менше 20 мм опадів на рік. Однак на висотах вище 2000 м середня кількість опадів перевищує 100—150 ммна рік. Коли дощі збігаються з низькими температурами, вони можуть випадати як сніг Це відбувається в середньому раз на сім років
Середня максимальна температура становить 30° C на нижчих висотах та 20° C на високогір'ї. Середня мінімальна температура становить 12° C в долинах, але лише 9° C на більшості плато, і вона може опуститися до 0° C на найвищих вершинах взимку. Найнижчі температури -10° C (14 ° F) не рідкість. Бардаї, розташований на висоті 1020 м над рівнем моря, має середні температури 4,6 — 23,7° C взимку, 14,4 — 34° C навесні, і влітку 19,4 — 36,7° C.

### Флора і фауна
Як і острів, оточений океаном, екологія гір Тібесті відрізняється від екології навколишньої пустелі — гори належать до біому гірські посушливі ліси Тібесті-Джебель-Увейнат, що займають площу 82000 км²

#### Флора

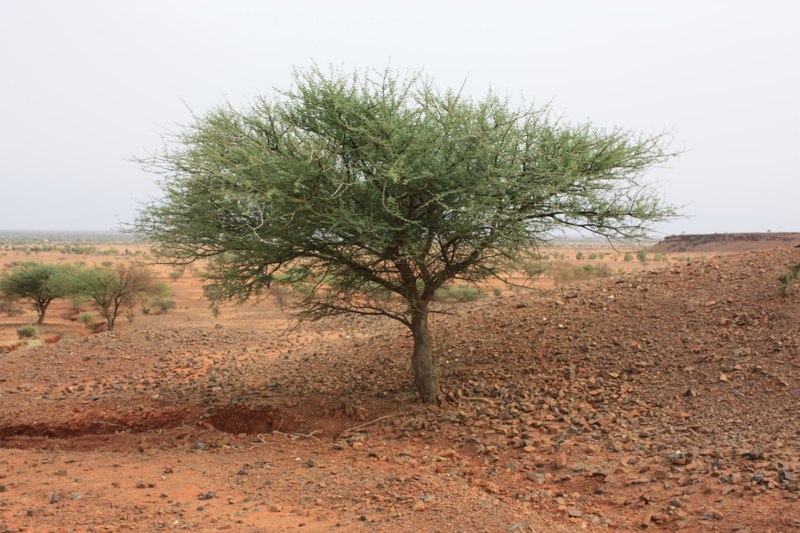
Senegalia laeta в Буркіна-Фасо

Флора в Тібесті — Сахаромонтан, що має у своєму складі середземноморську, сахарську, сахельську та афромонтанську рослинність. Рівень біорізноманіття та ендемізму набагато вищий у Тібесті, ніж у горах Аїр або Еннеді, хоча покриття рослинністю сильно залежить від опадів. Ряд оазисів лежить уздовж ваді, таких як Еннері-Єбіге, які практично не досліджені. Ці оази, численніші на півночі та заході нагір'я, порослі рідкісними акацією, інжиром, пальмами та тамарисками. Більшість гуельт покриті макрофітами — Cyperus laevigatus та Equisetum ramosissimum, і мохоподібними — Oxyrrhynchium speciosum та Bryum. Біля цих водних басейнів росте Acacia nilotica. Сахарський мирт (Myrtus nivelii) та олеандр (Nerium oleander) ростуть на висотах 1500—2300 м на заході нагір'я, тоді як нільський тамариск (Tamarix nilotica) росте на цих висотах на півночі Нижче за течією, де течія повільніша, а русло річки глибше, є густі зарості ательського тамариску (Tamarix aphylla) та араку (Salvadora persica)
Навколо краю Тібесті, де каньйони виходять з нагір'я, зустрічаються Hyphaene thebaica. На берегах Маре-де-Жуї можна зустріти щільні зарості очерету (Phragmites australis та Typha capensis), поряд з Scirpoides holoschoenus, Juncus maritimus, Juncus bufonius та Equisetum ramosissimum, в той час як Potamogeton росте у відкритій воді. Проте озеро не було ретельно вивчене. На півдні та південному заході нагір'я на висотах 1600—2300 м у ваді зустрічаються деревні породи, характерні для Сахеля: Balanites aegyptiaca, Cordia sinensis, Ficus ingens, Ficus sycomorus, Ficus salicifolia та Senegalia laeta. Chrysopogon plumulosus — найпоширеніша трава в цьому районі. Рослини що частіше зустрічаються у Середземномор'ї: Globularia alypum, Lavandula pubescens, Abutilon fruticosum та Rhynchosia minima. На цих висотах навколо ваді зустрічається Plagiochasma rupestre, а також мохи з родів Fissidens, Gymnostomum і Timmiella
Сахаромонтанні луки знаходяться на схилах, плато і верхніх ділянках ваді на висотах 1800—2700 м. У них переважають Stipagrostis obtusa, Aristida caerulescens та Eragrostis papposa. Чагарники, представлені Anabasis articulata, Fagonia flamandii та Zilla spinosa. На захищених верхніх схилах Емі-Куссі можна зустріти ендеміка Eragrostis kohorica.
Рослинність вище 2600 м складається з карликових чагарників, які, як правило, мають висоту 20 — 60 см і не перевищують одного метра. Чагарник складається з видів Pentzia monodiana, Artemisia tilhoana та Ephedra tilhoana. На найвищих точках Тібесті можна знати Erica arborea у вологих щілинах, тоді як 24 різні види моху забезпечують грунт для дерев. Навколо фумаролів ростуть також різні роди мохів: Fissidens, Campylopus, Gymnostomum та Trichostomum.. Лишайники, хоч і рідкісні в сухому кліматі Тібесті, також ростуть на цих висотах: Xanthoparmelia conspersa, Fulgensia fulgens, Aspicilia та Squamarina crassa..

#### Фауна
Серед бикових варто відзначити: Addax nasomaculatus, Gazella dorcas, Gazella leptoceros та Ammotragus lervia, (найбільша популяція у світі). Гризуни: Acomys, Sekeetamys calurus та Dipodillus campestris. Котові: Felis lybica та Acinonyx jubatus, а також кілька видів псових: Canis aureus, Vulpes zerda та Vulpes rueppellii. Також можна зустріти смугасту гієну (Hyaena hyaena) Lepus capensis та Procavia capensis Популяція африканської дикої собаки (Lycaon pictus) зараз винищена. Кажани: Rhinopoma cystops, Nycteris thebaica та Asellia tridens
Рептилії та земноводні, навпаки, рідкісні. Змії: Platyceps rhodorachis та Myriopholis macrorhyncha.. Ящірки: Agama impalearis, Tarentola annularis та Uromastyx dispar. Земноводні: Rana та Bufo.
Багато птахів можна зустріти в Тібесті, оскільки вони гніздяться або знаходять прихисток в оазах під час міграцій: Pterocles coronatus, Ammomanes cincturus, Oenanthe melanura, Ammomanes deserti, Passer simplex, Argya fulva, Alaemon alaudipes, Pterocles lichtensteinii, Ptyonoprogne obsoleta, Bucanetes githagineus та Oenanthe leucopyga
Риби (Clarias gariepinus, Enteromius apleurogramma, Labeo tibestii та Coptodon zillii) зустрічаються у деяких ваді, збираючись у гельтах під час посухи. 